# Husborne Crawley
Husborne Crawley – wieś i civil parish w Anglii, w hrabstwie ceremonialnym Bedfordshire, w dystrykcie (unitary authority) Central Bedfordshire. Leży 17 km na południowy zachód od centrum miasta Bedford i 65 km na północny zachód od centrum Londynu.